# Fuglafjørður
Fuglafjørður [ˈfʊglaˌfjøːɹʊɹ] és una localitat i cap de municipi de l'illa d'Eysturoy, a les illes Fèroe. El municipi té una població total de 1.583 habitants (2021) repartida en dos nuclis: Fuglafjørður (la capital) i Hellurnar, amb 1.561 i 12 habitants respectivament.
Fuglafjørður és un dels pobles més grans de les Fèroe. Té un port pesquer important per a tota la regió d'Eysturoy. Hi ha també unes drassanes per a vaixells d'arrossegament, dipòsits de petroli i una consolidada indústria processadora de peix.
Al sud de Fuglafjørður hi ha el barri de Kambsdalur, creat el 1985. És un dels assentaments més nous de l'arxipèlag.
El seu nom significa fiord de les aus, en feroès.

## Cultura i esports
Fuglafjørður compta amb una escola de primària que està ornamentada amb un mural realitzat pels artistes Hans Hansen i Ingálvur av Reyni. També hi ha un institut de secundària. A Kambsdalur, al sud del centre del poble, hi ha un dels dos campus de l'Escola de Comerç de les Illes Fèroe (l'altre campus és a Tórshavn). Fuglafjørður també té una biblioteca pública.
La casa de la cultura és un lloc on s'hi celebren concerts regionals i exposicions artístiques. Al poble hi ha varis cors cantaires i artistes locals.
A part del Ítróttarfelag Fuglafjarðar, club esportiu que compta amb equips de futbol, voleibol, bàdminton i rem, existeix també un club de natació que te la seu en una piscina coberta. Varis esports d'interior es practiquen en el poliesportiu de Kambsdalur.
Cada dos anys, a principis de juliol, se celebra el Varmakeldustevna ("festival de Varmakelda"). El festival, que pren el nom de les fonts termals de Vermakelda, inclou durant varis dies una exposició i venda d'art, concerts, carnaval, gastronomia i competicions de rem.

## Fills il·lustres
- Eilif Samuelsen (nascut el 1934), professor i polític.
- Trygvi Samuelsen (1907–1985), advocat.
- Bartal Eliasen (nascut el 1976), futbolista.
- Abraham Løkin (nascut el 1959), futbolista.
- Høgni Zachariasen (nascut el 1982), futbolista.
- Henning Hansen (nascut el 1980), futbolista.